# Уолсол
Уолсол (на английски: Walsall) е град в Централна Англия, графство Стафордшър. Той е част от агломерацията Уест Мидландс и от Черната страна. Разположен е северозападно от Бирмингам и източно от Улвърхамптън. Населението му е около 171 000 души (2001).

## История
Смята се, че името Уолсол (Walsall) произлиза от Walh halh, „долина на чужденците“ (завареното от саксонците келтско население). В началото на 13 век Уолсол е малко търговско селище, възникнало около създадения през 1220 седмичен пазар. През 1554 кралица Мери I Тюдор основава там училище, което съществува и днес. През следващите два века индустриализацията превръща Уолсол от село с 2 хиляди жители в град с повече от 86-хилядно население. През 1799 до града е построен плавателен канал, а през 1847 – железопътна линия.

## Икономика
В миналото Уолсол е център на тежката промишленост – въгледобив и металургия. След изтощаването на въглищните мини в края на 19 век градът получава международна известност като център на кожарската промишленост. Освен традиционното производство на кожени изделия, днес в Уолсол има леярни за желязо и месинг, кариери за варовик, фабрики за пластмаса, електроника, химически продукти и елементи за самолети.

## Известни личности
Родени в Уолсол
- Джон Едуард Грей (1800-1875), зоолог
- Джеръм К. Джеръм (1859-1927), писател
- Роб Халфорд (р. 1951), музикант

## Побратимени градове
- Мюлуз, Франция